# 维索奇别墅

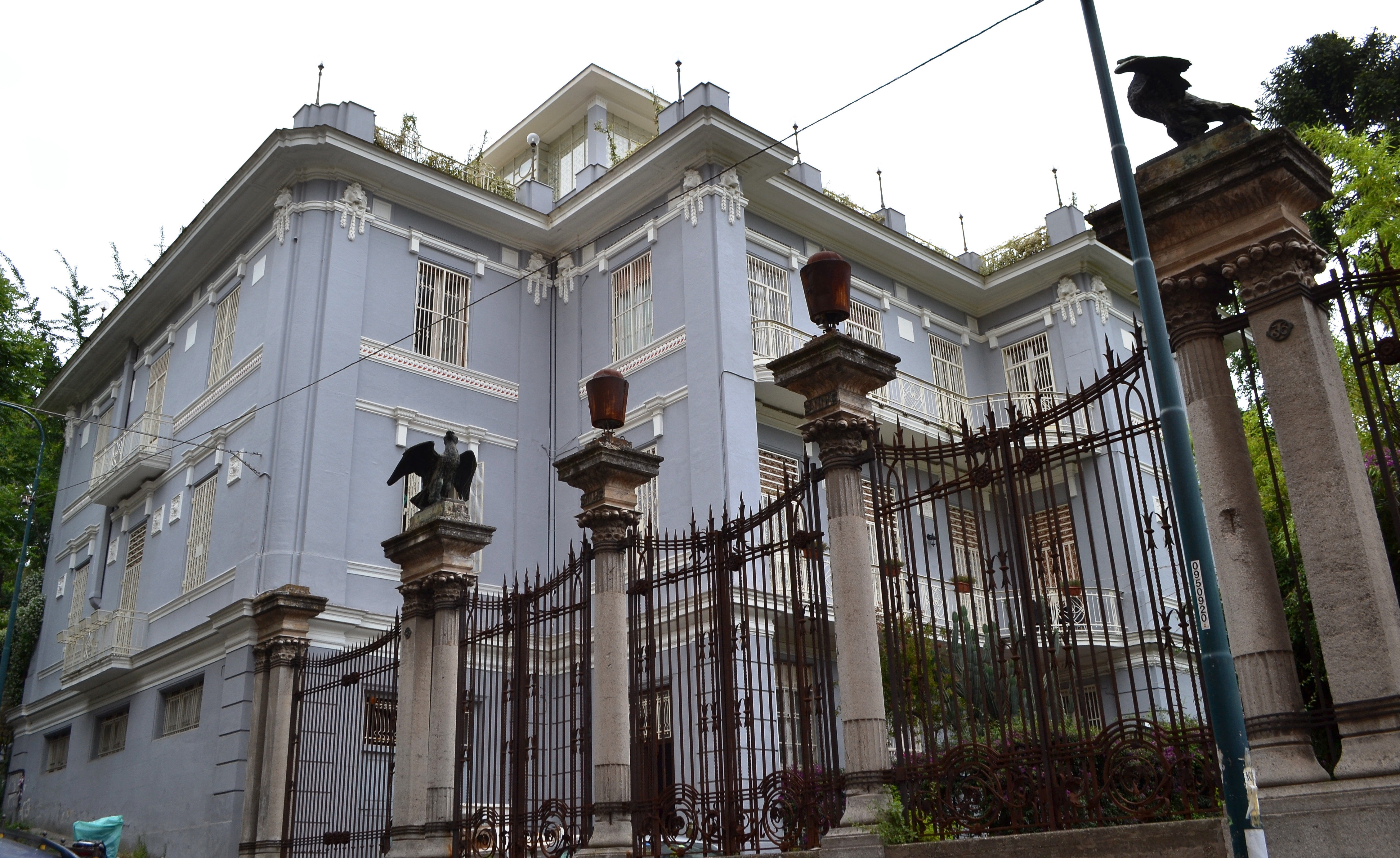

维索奇别墅（Villa Visocchi）又名安娜别墅（Villa Anna），位于意大利那不勒斯的沃梅罗山，是该地区最重要的别墅。

## 历史
维索奇别墅的最早记录可追溯到1775年，当时它出现在诺贾公爵的地图上。
在其历史中，别墅更换过许多业主。最初的主人可能是那不勒斯历史学家彼得罗·吉安诺内，他在自传中谈到了这一点。 。

## 花园
别墅的花园里有各种各样的植物物种，包括枸櫞、木蘭、棕榈、桉树、松树、竹子、山茶等外来品种。